# František Borgia
František Borgia (Francesco Borgia, někdy česky František Borgiáš, vlastním jménem Francisco de Borja y Aragon; 28. říjen 1510, Gandia, Španělsko – 30. září 1572, Řím) byl třetí generál jezuitského řádu. Byl  předním představitelem katolické reformy 16. století a organizátorem jihoamerických misií. Zhruba sto let po své smrti byl svatořečen.

## Životopis
Narodil se roku 1510 ve Španělsku jako syn vévody z Gandie. Vévodové z Gandie byli přímými potomky papeže Alexandra VI., který byl Františkovým pradědem. Po matce byl pravnukem krále Ferdinanda II. Aragonského. Vstoupil do diplomatické služby na dvoře španělského krále Karla V. Habsburského, kde poznal dvorní dámu královny a svou budoucí manželku Eleonoru de Castro, příbuznou z portugalského královského dvora, s níž měl osm dětí (Carlos, Isabel, João, Álvaro, Fernando, Afonso, Joana, Doroteia). Jeho syn João (Juan) byl koncem 16. století jedním ze španělských vyslanců v Praze, kde roku 1581 vydal knihu Empresas morales.
Když královna Isabela Portugalská po porodu v Toledu 1. května 1539 zemřela, František doprovázel její smuteční vůz s rakví až do Escorialu a tam se zúčastnil otevření rakve. Otřesen pomíjivostí života rozhodl se svůj život proměnit a stát se řeholníkem. Vzápětí (24. června 1539) jej španělský král Karel V. jmenoval vicekrálem Katalánie, což vstup do řádu oddálilo, na jeho duchovní obrat zapůsobilo setkání s Ignácem z Loyoly, zakladatelem Tovaryšstva Ježíšova. Od té doby František praktikoval ignaciánské exercicie. Roku 1546, po smrti své manželky, začal studovat teologii a vstoupil tajně do řádu. Jeho rozhodnutí bylo zveřejněno až roku 1551, kdy byl vysvěcen na kněze. V letech 1554–1561 stál v čele jako provinciál španělské provincie Tovaryšstva. Při zakládání Collegia Romana, jezuitské vzdělávací instituce, která je předchůdcem dnešní Gregoriánské univerzity, spolupracoval se sv. Ignácem a sv. Františkem Xaverským. Patřil k prvním donátorům této koleje, jež poskytovala vzdělání a ubytování zdarma. Roku 1565 byl zvolen třetím generálem řádu jezuitů. Odmítl jmenování kardinálem.
V duchovní sféře byl vyznavačem kultu Panny Marie, šiřitelem kopií zázračných obrazů a podporovatelem laických mariánských sdružení. Dbal na podporu nemocných a umírajících v období morové epidemie.
Podporoval také misijní činnost svého řádu. Jako generální představený Tovaryšstva Ježíšova řád rozšířil a vyslal misionáře do Brazílie, Mexika, Peru, Moluk, Afriky, Floridy a na Kanárské ostrovy. Pomohl též papeži Piu V. jako agitátor při přesvědčování španělského, portugalského a francouzského královského dvora k diplomatickému sblížení a spojení vojenských sil pro tažení proti Osmanským Turkům. Ve Španělsku byl přijat, ve Francii nikoliv. Při této cestě onemocněl a na zpáteční cestě 1. října 1572 v Římě zemřel. Po smutečních obřadech v chrámě Il Gesú v Římě byla vystavena jeho posmrtná maska (dodnes je uložena v tamním muzeu) a tělo bylo přeneseno k pohřbu do jezuitského kostela v Madridu.
Kanonizován byl roku 1670 papežem Klementem X.

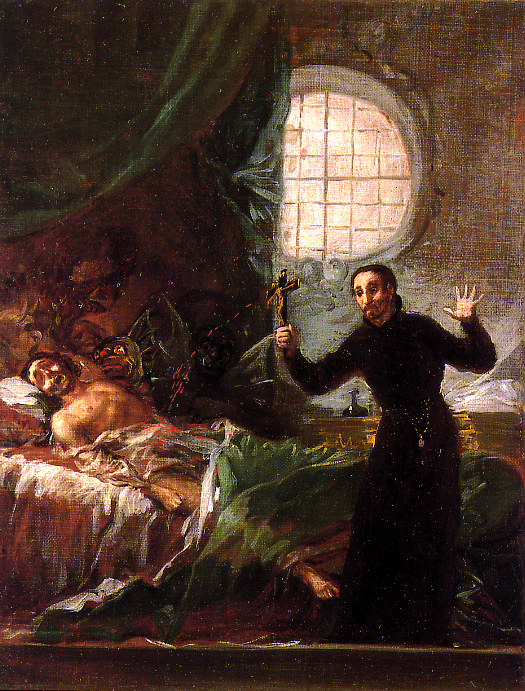
František Borgia obrací na víru umírajícího hříšníka, Francisco Goya

## Ikonografie
František z Borgie bývá vyobrazen s charakteristickou fyziognomií, krátce střiženým plnovousem, v řádové sutaně jezuity, na hlavě s kvadrátkem, u nohou s odloženým kardinálským kloboukem, nebo také s knížecí korunou, s lebkou jako symbolem pomíjivosti pozemského života a s knihou řádových pravidel v ruce. V epických scénách se modlí před zemřelou královnou Isabelou, nebo u oltáře slouží mši a při pozdvihování kalicha se nad ním vznáší hostie ve svatozáři.

## Patrocinium
František z Borgie je jedním ze 149 řádových patronů jezuitů, patronem Gandie, proti zemětřesení a proti moru. Jeho památka je připomínána 30. září, původně 10. a pak 1. října; v jezuitském řádu je připomínán 3. října.

## Vyobrazení
- Alonso Cano: Sv. František Borgiáš v jezuitském oděvu s královskou korunou na lebce, olejomalba na plátně, (repro zde v liště)
- Antonio Palomino de Castro: Sv. František Borgiáš se modlí u zemřelé královny Isabelly a rozhoduje se vstoupit do duchovního stavu; olejomalba na plátně, konec 17. století (aukce)
- Francisco de Zurbarán: Portrétní figura sv. Františka z Brogie, olejomalba na plátně, Sevilla, Provinciální muzeum krásných umění
- Francisco Goya: Legendární scéna Obrácení umírajícího hříšníka; Madrid, sbírka Markýzy ze Santa Cruz
- Ferdinand Maxmilián Brokof: Socha sv. Františka Borgiáše mezi dvěma anděly s jeho atributy, pískovec, 1710, Praha, Karlův most, její návrhová kresba pochází od Jana Jiřího Heinsche
- František Baugut: Socha Sv. Františka Borgiáše, pískovec, 1740, mezi sochami před chrámem sv. Barbory v Kutné Hoře
- Jan Jiří Heinsch: Oltářní obraz Sv. František Borgiáš, olejomalba na plátně, po zrušení řádu jezuitů obraz přenesen do kostela sv. Prokopa v Praze Jinonicích, po jeho zboření do Národní galerie v Praze
- Jan Jiří Heinsch: Oltářní obraz Sv. František Borgiáš a jeho spolubratr hosty v chudé hospodě, světec medituje o duchovní podstatě života, pro který je důležitější pevná víra a morální bezúhonnost než sytý žaludek, olejomalba na plátně, z neurčeného jezuitského kláštera; dnes Galerie moderního umění, Roudnice nad Labem
- Jan Jiří Heinsch: Oltářní obraz Sv. František Borgiáš v modlitbě k Panně Marii, olejomalba na plátně, z chrámu sv. Barbory v Kutné Hoře; dnes České muzeum stříbra, Kutná Hora

## František v literatuře
- Pedro Calderón de la Barca ztvárnil Borgiův životopis v dramatu El gran duque de Gandia.